# Laxå kommun
Laxå kommun är en kommun i Örebro län i landskapen Närke och Västergötland. Centralort är Laxå.

## Administrativ historik
Kommunens område motsvarar socknarna: Finnerödja, Ramundeboda, Skagerhult och Tived. I dessa socknar bildades vid kommunreformen 1862 landskommuner med motsvarande namn. Laxå köping bildades 1946 genom en ombildning av Ramundeboda landskommun. 
Vid kommunreformen 1952 bildades storkommunerna Tiveden (av de tidigare kommunerna Finnerödja och Tived) samt Svartå (av Kvistbro, Nysund och Skagershult) medan Laxå köping förblev opåverkad.
Köpingen införlivade 1967 Tivedens landskommun, vars område samtidigt överfördes till Örebro län, samt en del ur Svartå landskommun (Skagershults församling). Laxå kommun bildades vid kommunreformen 1971 genom en ombildning av Laxå köping.
Kommunen ingick från bildandet till 1 juni 2001 i Hallsbergs domsaga och ingår sen dess i Örebro domsaga.
Kommunen ingår sedan 2019 i Förvaltningsområdet för finska. 

## Geografi
Kommunen gränsar till Karlsborgs kommun i söder, Töreboda kommun i sydväst och Gullspångs kommun i väster, samtliga i Västra Götalands län. I Örebro län gränsar kommunen till Degerfors kommun i norr, Lekebergs kommun och Hallsbergs kommun i nordöst samt Askersunds kommun i sydost.

### Topografi och hydrografi
Stora delar av kommunen är täckta av skog, och området är rikt på myrmarker och våtmarker. En av de mest kända är högmossen Skagershultamossen, som sträcker sig in i Lekebergs kommun. I den sydligaste delen av Laxå kommun ligger delar av Tivedens nationalpark, ett område känt för sin naturskönhet och rika biologiska mångfald.
Genom landskapet löper några mindre rullstensåsar, såsom Finnerödjaåsen, som vid Ullsand övergår i ett stort isälvsfält. I väster avgränsas kommunen av sjöarna Skagern och Unden, vilka bidrar till områdets naturskönhet och rekreation.

### Administrativ indelning
Fram till 2016 var kommunen för befolkningsrapportering indelad i tre församlingar: Finnerödja-Tiveds församling, Ramundeboda församling och Skagershults församling.

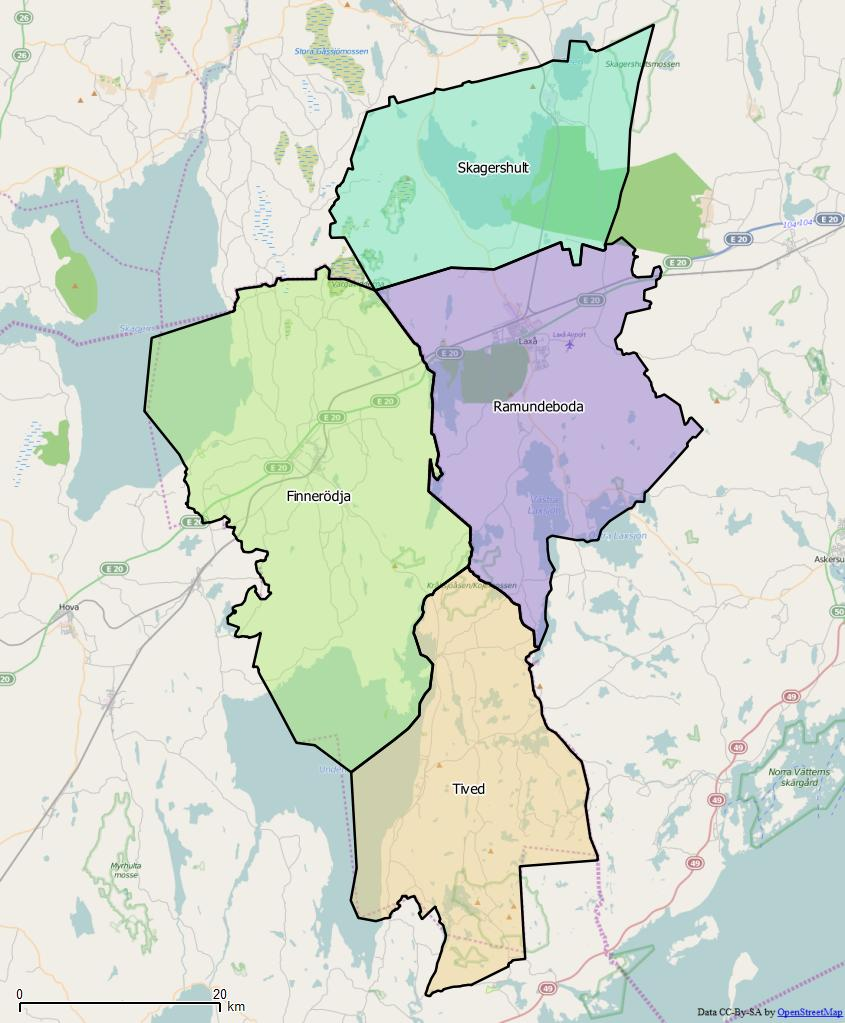
Distrikt (socknar) inom Laxå kommun

Från 2016 indelas kommunen istället i fyra distrikt, vilka motsvarar de tidigare socknarna: Finnerödja, Ramundeboda, Skagerhult och Tived.

### Tätorter
| Ort        | Folkmängd | Landskap      |
| ---------- | --------- | ------------- |
| Laxå       | 3 125     | Närke         |
| Finnerödja | 575       | Västergötland |
| Hasselfors | 421       | Närke         |

## Styre och politik

### Styre
Laxå kommun styrdes efter valet 2014 av en majoritet bestående Kristdemokraterna, Moderaterna, Centerpartiet, Miljöpartiet och Liberalerna benämnd Ett bättre Laxå. I februari 2016 lämnade Centerpartiet och Moderaterna samarbetet efter skiljaktigheter om att bygga ut äldreboendet Ramundergården. 11 april 2016 presenterades det nya styret som var ett minoritetsstyre bestående av Kristdemokraterna, Centerpartiet, Miljöpartiet och Liberalerna. Efter valet 2018 formades en majoritetsstyre bestående av Kristdemokraterna, Centerpartiet och Miljöpartiet. 

### Kommunfullmäktige

#### Presidium
| Presidium 2022–2026    | Presidium 2022–2026 | Presidium 2022–2026 |
| ---------------------- | ------------------- | ------------------- |
| Ordförande             | C                   | Arne Augustsson     |
| Förste vice ordförande | KD                  | Håkan Gustavsson    |
| Andre vice ordförande  | S                   | Kenth Gustafsson    |

#### Lista över kommunfullmäktiges ordförande
| Namn | Namn                | Tillträdde      | Avgick          |
| ---- | ------------------- | --------------- | --------------- |
|      | Arild Wanche (KD)   | 15 oktober 2014 | 17 oktober 2018 |
|      | Arne Augustsson (C) | 17 oktober 2018 |                 |

#### Mandatfördelning 1970–2022
| 2 | 21 | 4 | 6 | 4 | 2 | 2 |

| 35 | 6 |

| 2 | 21 | 6 | 7 | 2 | 2 |  |

| 34 | 7 |

| 2 | 19 | 5 | 7 | 3 | 3 | 2 |

| 29 | 12 |

| 2 | 21 |  | 3 | 6 | 3 | 3 | 2 |

| 32 | 9 |

| 2 | 23 |  |  | 7 |  | 3 | 3 |

| 31 | 10 |

| 2 | 20 | 3 | 6 | 3 | 3 | 4 |

| 27 | 14 |

| 20 | 5 | 6 | 4 | 3 | 3 |

| 30 | 11 |

| 16 | 7 | 6 | 5 | 4 | 3 |

| 32 | 9 |

| 20 | 6 | 5 | 4 | 3 | 3 |

| 24 | 17 |

| 17 | 9 | 4 | 3 | 5 | 3 |

| 21 | 20 |

| 6 | 14 | 3 | 3 | 3 | 2 |

| 16 | 15 |

| 4 | 14 |  | 4 | 2 | 3 | 3 |

| 16 | 15 |

| 3 | 14 |  | 3 | 2 | 4 | 4 |

| 16 | 15 |

| 3 | 10 | 2 | 2 | 3 |  | 6 | 4 |

| 17 | 14 |

| 3 | 7 |  | 2 | 3 | 12 | 3 |

| 15 | 16 |

| 3 | 7 |  | 3 | 8 | 5 | 4 |

| 15 |  | 14 |

### Nämnder

#### Kommunstyrelse
| Presidium 2022–2026    | Presidium 2022–2026 | Presidium 2022–2026 |
| ---------------------- | ------------------- | ------------------- |
| Ordförande             | C                   | Ankie Johanzon      |
| Förste vice ordförande | C                   | Paul Särnholm       |
| Andre vice ordförande  | S                   | Therese Magnusson   |

#### Lista över kommunstyrelsens ordförande
| Namn | Namn                | Tillträdde        | Avgick          |
| ---- | ------------------- | ----------------- | --------------- |
|      | Tommy Holmqvist (S) | 1 januari 2011    | 22 oktober 2014 |
|      | Bo Rudolfsson (KD)  | 23 oktober 2014   | 22 oktober 2022 |
|      | Håkan Larsson (C)   | 23 oktober 2022   | 19 augusti 2024 |
|      | Ankie Johanzon (C)  | 18 september 2024 |                 |

#### Övriga nämnder
| Nämnd                        | Ordförande | Ordförande        | Förste vice ordförande | Förste vice ordförande | Andre vice ordförande | Andre vice ordförande |
| ---------------------------- | ---------- | ----------------- | ---------------------- | ---------------------- | --------------------- | --------------------- |
| Barn- och utbildningsnämnden | KD         | Ivonny Falk       | V                      | Gundega Hallinder      | S                     | Therese Magnusson     |
| Social- och omsorgsnämnden   | V          | Jerry Karjalainen | C                      | Nils-Olof Tivemyr      | S                     | Tina Johansson        |
| Valnämnden                   | C          | Nils-Olof Tivemyr | M                      | Ylva von Scheele       |                       |                       |

Källa:

### Vänorter
- Grevesmühlen, Tyskland.

## Ekonomi och infrastruktur

### Näringsliv
Den ledande näringssektorn i Laxå kommun präglas av tillverkningsindustrin, följt av privat och offentlig service samt jord- och skogsbruk. Området har en lång tradition av brukshantering, med Hasselfors Bruk som en historisk ikon inom järnindustrin. Under namnet Setra Hasselfors driver bruket nu sågverksamhet. Bland de stora företagen i området återfinns ESAB AB, känt för utveckling och tillverkning av svetsmaskiner, samt Laxå Special Vehicles AB, som specialiserar sig på anpassning av specialfordon. Plastindustrin representeras av företag som Stellana AB och Talent Plastics Laxå AB, belägna i centralorten. Trots att motorcykeltillverkaren Husaberg Motor flyttade sin verksamhet till Österrike 2003, finns det fortfarande en mångfald av industriella verksamheter i området, inklusive Laxå Pellets AB i Röfors, som producerar bränslepellets. Finnerödja-regionen är särskilt känd för sina jordgubbsodlingar, vilket ytterligare berikar den lokala ekonomin. Turismen spelar också en betydande roll i näringslivet i Laxå, vilket ger en mångfacetterad ekonomisk bas för samhället.

### Infrastruktur

#### Transporter
Laxå kommum är strategiskt beläget med genomfartsleder som Europaväg 20 och Västra stambanan, som sträcker sig mellan Stockholm och Göteborg och delas upp i linjen Laxå-Karlstad i centralorten. Dessutom korsas kommunen av länsväg 205, vilket bidrar till dess betydelse som en knutpunkt för transport och kommunikation i regionen. Denna infrastruktur gör Laxå till en viktig nod för både väg- och järnvägstrafik och underlättar transporten av varor och människor mellan olika delar av landet.

## Befolkning

### Befolkningsutveckling
Kommunen har 5 423 invånare (31 december 2024), vilket placerar den på 269:e plats avseende folkmängd bland Sveriges kommuner.
| Befolkningsutvecklingen i Laxå kommun 1900–2020 | Befolkningsutvecklingen i Laxå kommun 1900–2020 | Befolkningsutvecklingen i Laxå kommun 1900–2020 | Befolkningsutvecklingen i Laxå kommun 1900–2020 | Befolkningsutvecklingen i Laxå kommun 1900–2020 |
| --- | ----------------------------------------------- | ----------------------------------------------- | ----------------------------------------------- | ----------------------------------------------- |
| |                                                 |                                                 |                                                 |                                                 |
| År |                                                 |                                                 | Folkmängd                                       |                                                 |
| 1900 | 1900                                            |                                                 | 8 104                                           |                                                 |
| 1910 | 1910                                            |                                                 | 7 640                                           |                                                 |
| 1920 | 1920                                            |                                                 | 7 094                                           |                                                 |
| 1930 | 1930                                            |                                                 | 7 067                                           |                                                 |
| 1940 | 1940                                            |                                                 | 6 340                                           |                                                 |
| 1950 | 1950                                            |                                                 | 7 210                                           |                                                 |
| 1960 | 1960                                            |                                                 | 8 549                                           |                                                 |
| 1970 | 1970                                            |                                                 | 9 536                                           |                                                 |
| 1980 | 1980                                            |                                                 | 8 662                                           |                                                 |
| 1990 | 1990                                            |                                                 | 7 622                                           |                                                 |
| 2000 | 2000                                            |                                                 | 6 699                                           |                                                 |
| 2010 | 2010                                            |                                                 | 5 686                                           |                                                 |
| 2020 | 2020                                            |                                                 | 5 659                                           |                                                 |
| Anm: Informationen gäller för dagens kommungränser. Äldre informationen är ihopsamlad från tidigare kommuner eller från socknarna som idag ingår i kommunen. |                                                 |                                                 |                                                 |                                                 |

## Kultur

### Kommunvapen
Blasonering: I rött fält ett andreaskors, åtföljt i övre vinkeln av ett järnmärke och i nedre vinkeln av en handske, allt av silver.
Vapnet fastställdes för Laxå köping år 1956 och för Laxå kommun 1974.